# Шарл Нунжесер
Шарл Нунжесер (фр. Charles Eugène Jules Marie Nungesser, Париз, 15. март 1892 — 8. мај 1927) је био француски пилот, упамћен као ривал Чарлса Линдберга. У Првој светском рату је имао чак 43 победе у ваздушним борбама. Нестао је после рата, приликом покушаја да први изведе непрекидни лет изнад Атлантског океана од Париза до Њујорка. Његов нестанак је једна од највећих мистерија у историји авијације, а савременици претпостављају да је или пао у Атлантик или се срушио на Њуфаундленду. Две недеље након Нунжесеровог покушаја, Линдберг је извео лет преко Атлантика.

## Одликовања
- Ратни крст са палмином граном (Француска)
- Орден Леополда (Белгија)
- Војни крст (Белгија)
- Крст војне службе (САД)
- Војни крст (Уједињено Краљевство)
- Међусавезничка медаља победе
- Споменица за рат 1914-1918 (Француска)
- Медаља ратног рањеника (Француска)
- Карађорђева звезда са мачевима (Краљевина Србија)
- Орден књаза Данила I (Краљевина Црна Гора)